# Edzard Schoppmann
Edzard Schoppmann (* 1958) ist ein deutscher Regisseur, Schauspieler, Autor von Theaterstücken und Bühnenbilder. Er ist Intendant des deutsch-französischen Theaters „Theater Eurodistrict Baden Alsace“.

## Auszeichnungen
Mit „Jihad mon amour“, einem Jugendstück, das sich mit religiösem Fundamentalismus, Glauben, Rache, Gewalt und Liebe auseinandersetzt, ist Edzard Schoppmann Preisträger des deutsch-niederländischen Kinder- und Jugenddramatikerpreises KAAS&KAPPES 2009. „Mauersegler“ wurde 2011 mit einer Empfehlung in den Stückepool KAAS&KAPPES aufgenommen. „Anima“ wurde 2014 für TRIPTIC der Stiftung Pro Helvetia kuratiert und ausgewählt.

## Kulturpolitisches Engagement, Jurytätigkeit und Mitgliedschaften
Edzard Schoppmann war 1991 Mitgründer und bis 1999 Vorsitzender des Landesverbandes Freier Theater Baden-Württemberg, er war langjähriges Mitglied der Jury des Landes Baden-Württemberg für die Vergabe von Projekt- und Konzeptionsmitteln an Freie Theater. 2006 hat er die AG Private Theater Baden-Württemberg mitgegründet, deren Sprecher er bis heute ist.

## Theaterstücke (seit 2005)
- Romero & Julie / Kinderstück
- Jihad mon amour / Stück für Jugendliche und Erwachsene
- MarlenePiaf / Ein musikalisches Kammerspiel
- Schneeheide 44 / Schauspiel
- Mauersegler / Jugendstück
- Die Odyssee / Open-Air-Theater
- Anima – Ein Roadtheatre / Stück für Jugendliche und Erwachsene
- Petit Prinz / Kinderstück
- Die Schöne und das Biest / Kinderstück
- Marcello, Marcelline und das Cello / Kinderstück
- Madame Marianne & Herr Michel / Straßentheater
- Afrika! / Schauspiel
- Blutsbrüder und Blutsschwestern / Szenisch-Musikalische Zeitrevue
- Utopia oder Denk ich an Deutschland / Szenisch-Musikalisches Zeitstück

## Weitere Inszenierungen / Bearbeitungen (seit 2005)
- Ein Schaf fürs Leben / Maritgen Matter
- Monsieur Ibrahim und die Blumen des Koran / Eric-Emmanuel Schmitt
- Der zerbrochene Schlüssel / Bente Jonker
- Die Welt ist rund / Gertrude Stein
- Zur Sache Cherie / Alain-Xavier Wurst
- In 80 Tagen um die Welt / Nach Jules Verne von Sébastien Azzopardi
- Moby Dick – Männer im Sturm / Herman Melville
- Runter zum Fluss / Frank Pinkus
- Die besten Tage meines Lebens / Frank Pinkus
- Rapunzel / Jean-Michel Räber
- Emmas Glück / Claudia Schreiber
- Bei der Feuerwehr wird der Kaffee kalt / Hannes Hüttner